# (17000) Medvedev
(17000) Medvedev est un astéroïde de la ceinture principale.

## Description
(17000) Medvedev est un astéroïde de la ceinture principale. Il fut découvert par le programme LINEAR du laboratoire Lincoln le 10 février 1999 à Socorro. Il présente une orbite caractérisée par un demi-grand axe de 2,203 UA, une excentricité de 0,136 et une inclinaison de 5,35° par rapport à l'écliptique.
Il fut nommé en l'honneur de l'étudiant biélorusse Alexandr V. Medvedev (né en 1985), lauréat d'un concours de mathématiques.

## Compléments